# Аптения
Аптения (лат. Aptenia) — небольшой род многолетних суккулентных растений семейства Аизовые (Aizoaceae), распространённых в Южной Африке. Название может быть переведено как «бескрыльник», образовано от греческих слов «а-» (без) и «птенос» (крыло) и отражает отсутствие «крылышек» на семенных коробочках, характерных для многих других родов в семействе аизовых.
По результатам филогенетических исследований, проведенных группой ученых из ЮАР, в 2007 году было предложено включить аптении в род Мезембриантемум. Годом позже, другая группа ученых предложила воздержаться от предложенных изменений в классификации до получения более полных и качественных данных, однако, эта позиция не нашла поддержки и изменения были приняты большинством специалистов-ботаников. В настоящее время ранг рода аптения понижен до синонимичного.

## Классификация
По информации базы данных The Plant List, в род включалось 4 вида, относимые в настоящее время к роду Мезембриантемум.

### Виды
- Aptenia cordifolia (L.f.) Schwantes — Аптения сердцелистная = Mesembryanthemum cordifolium L.f. — Мезембриантемум сердцелистный
- Aptenia geniculiflora (L.f.) Bittrich ex Gerbaulet — Аптения коленчатоцветковая = Mesembryanthemum geniculiflorum L. — Мезембриантемум коленчатоцветковый
- Aptenia haeckeliana (A.Berger) Bittrich ex Gerbaulet — Аптения Хекеля = Mesembryanthemum haeckelianum A.Berger — Мезембриантемум Хекеля
- Aptenia lancifolia L.Bolus — Аптения ланцетолистная = Mesembryanthemum lancifolium (L.Bolus) Klak — Мезембриантемум ланцетолистный